# Вајда Губа
Вајда Губа (рус. Вайда-Губа; фин. Vaitolahti) насељено је место на крајњем северозападу европског дела Руске Федерације. Налази се на крајњем северу Мурманске области, административно припада Печеншком рејону и најсеверније је насељено место у континенталном делу европске Русије.
Према подацима са пописа становништва 2010. у насељу су живела свега 94 становника.

## Географија
Насеље Вајда Губа се налази у северозападном делу Мурманске области, на северозападу Рибарског полуострва, на обали Баренцовог мора. Удаљено је око 90 km од административног центра рејона Никеља.
Насеље се налази на надморској висини од 15 метара. У селу се налази светионик, уједно најсевернији објекат у континенталном делу европске Русије. Недалеко од насеља је рт Немецки, најсевернија тачка континенталног дела европске Русије.

## Историја
Насеље су 1864. основали норвешки колонисти. У периоду од 1921. до 1940. кроз насеље је пролазила државна граница између Русије и Финске.

## Демографија
Према подацима са пописа становништва 2010. у селу су живела свега 94 становника.
| 1899. | 1939. | 1959. | 1970. | 1979. | 1989. | 2002. | 2010. |
| ----- | ----- | ----- | ----- | ----- | ----- | ----- | ----- |
| 79    | 51    | ---   | ---   | ---   | ---   | 165   | 94    |